# 錢福
錢福（1461年—1504年），字與謙，號鶴灘，直隸華亭（今上海市松江區）人，明朝政治人物、狀元。

## 生平
錢福少時与同县顾清、沈悦并称“三杰”。成化二十二年（1486年）丙午科應天鄉試第九名举人，弘治三年（1490年）會試、殿試皆第一。授翰林院修撰。罢归。卒年僅四十四。著有《鶴灘集》。

## 軼事
弘治三年（1490年）庚戌科金榜，狀元、探花為直隸的錢福及靳貴，榜眼則為廣東的劉存業。在殿試還尚未揭曉時，靳貴以六顆骰子，在神明面前祈禱，明早想藉由擲骰子來決定名次的先後。次日，恰巧錢福到來，也想擲骰子；靳貴不得已，遂把昨天之事告知錢福。錢福便高興的說“應該跟你賭賭看。”下擲，則錢福為六紅，靳貴為六綠，兩人皆感到歡喜。後錢福果真中狀元，靳貴為探花。而劉存業則在之前曾經夢到：“無福中狀元，有福中榜眼。”這一年果真中榜眼。

## 著作
錢福精于八股文，与苏州王鏊齐名。尤工于诗，詩文藻麗敏妙，所作《明日歌》，脍炙人口。
有《鹤滩集》、《鹤滩遗文》、《尚书丛说》等，辑《唐宋名贤历代确论》传世。

### 詩作
- 《明日歌》

明日复明日，明日何其多。我生待明日，万事成蹉跎。
世人苦被明日累，春去秋来老将至。
朝看水东流，暮看日西坠。百年明日能几何？请君听我明日歌。
還有《七律·蹴鞠》詩，描述女子蹴鞠情景：
蹴鞠当场二月天，仙风吹下两婵娟。
汗沾粉面花含露，尘扑娥眉柳带烟。
翠袖低垂笼玉笋，红裙斜曳露金莲。
几回蹴罢娇无力，恨杀长安美少年。
錢鶴灘喜歡玩中國象棋，但被父親所丟掉，因此寫詩《吊棋》：
敲棋終日與偏幽，誰道今朝結父仇。
兵足下河車不救，將軍落水士難留。
馬行千里隨波去，象渡三江逐淚流。
炮響一聲驚霹靂，臥龍投起碧雲浮。
後來這詩被好事者竄改成《哭象棋詩》，並託名是王陽明所作。